# بيضة الحب

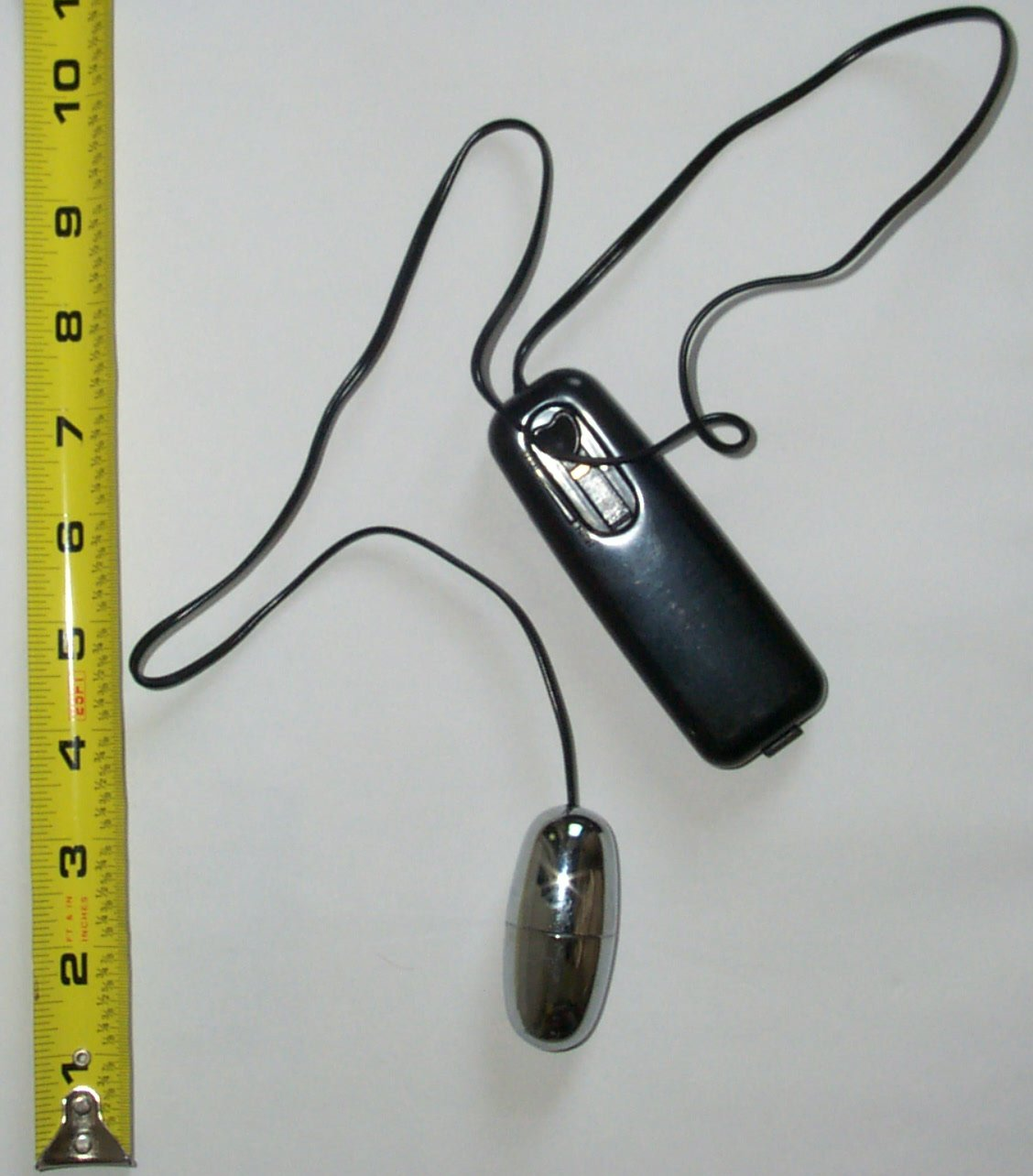
بيضة في هزاز

بيضة الحب (بالإنجليزية: Love Egg)‏ هو نوع من الهزازت الحسية التي تُستعمل في الإثارة الجنسية للأنثى؛ سُميت بهذا الاسم كونها تُشبه في شكلها البيضة أو حتى الرصاصة. يُشار لهذا الجهاز في بعض الأحيان باسم هزاز البيض أو الهزاز الرصاصة.
يتم تضمين هزاز البيض ضمن مجموعة صغيرة من ألعاب الجنسية السرية؛ يبلغ طول «البيضة» 2-3 بوصة على مستوى الطول وثلاثة أرباع بوصة على مستوى العرض. وقد اشتهرت بسبب كلفتها المنخفضة وفعاليتها الكبيرة في الوصول للنشوة خاصة أنها ليست قوية وخشنة مثل باقي أجهزة الهزاز التي تعتمد على الاهتزاز القوي وهي تحظى بشعبية كبيرة إلى حد ما كونها سرية.

## الهيكل
بيضة الحب هو جهاز يتضمن «قالبا» على شكل بيضة أو رصاصة تهتز؛ عادة ما تكون هذه البيضة مرتبطة بسلك حتى تعمل لكن الأجهزة الحديثة باتت تقوم بعملها من دون أسلاك.
تشمل الاختلافات جهاز التحكم عن بعد والذي يتم تفعيله باستخدام الترددات اللاسلكية. هناك أيضا فرق على مستوى التحكم في الرقاقة داخل الجهاز؛ حيث يُمكن أن توفر أنماط مختلفة في الاهتزاز بدلا من موجة اهتزاز واحدة. فعلى سبيل المثال؛ يمكن أن يولد الجهاز الأنماط التالية من الاهتزازات: النابض (نبضة قصيرة تقوم على اهتزازت قصيرة هي الأخرى في شكل دورات)، اهتزاز تصعيدي (تكون موجات الاهتزاز في البداية قصيرة ومن ثم تتصاعد رويدا رويدا حتى تصل لقمة الاهتزاز لتعود للتوقف)، الاهتزاز الارتفاعي (خليط من الموجات القصيرة والطويلة التي تُؤلد موجات اهتزاز طبيعية).
بعض الأجهزة تأتي من دون أسلاك توصيل وتُصمم بغية هذا الغرض؛ لكن خطورتها تتمثل بالأساس في فقدانها داخل فتحة الشرج.

## المواد
عادة ما تكون مثل هذه الأجهزة مصنوعة من المطاط، السيليكون، الفلز، البلاستيك بل يُمكن أن تُصنع أيضا من الزجاج الغير خشن أو مزيج من كل هذه المواد أو بعضها. الشيء الأكثر أهمية بالنسبة للجهاز هو المقدمة التي يجب أن تكون رطبة وسلسلة ومصنوعة بغرض الانزلاق؛ أما الأكمام فيمكن أن تكون مصنوعة من مواد طبيعية ولينة مثل الهلام أو السيليكون لخلق متعة خاصة عند الاتصال.

## الأنواع
يأتي جهاز حب البيضة في عدة أنواع مختلفة تم تصميمها تبعا للوظيفة وتبعا للطلب:
- بيضة واحدة أو رصاصة: يتوفر هذا الجهاز على بيضة أو رصاصة واحدة وعادة ما تُفعل من خلال لوحة تحكم. لكن وفي المقابل فهناك بعض الأجهزة التي تتوفر على رصاصة هزاز واحدة دون حاجة لأي لوحة تحكم. هناك بطاريات يتم تضمينها داخل الجهاز من أجل ضمان اهتزازه دون حاجة للكهرباء؛ هذا وتجدر الإشارة إلى أن مثل هذه اللعب الجنسية ليست متعددة الوظائف.
- بيضة مزدوجة: يُمكن التحكم بهزاز البيضة المزدوجة بشكل منفصل ويُوفر هذا الجهاز مختلف السرعات الاهتزازية بحيث يُمكن استعمالها خلال الاختراق مزدوج أو حتى التحفيز.
- بيضة حب لاسلكية مع جهاز التحكم عن بعد: يأتي هذا الجهاز من دون أسلاك، ويتم التحكم فيه عن طريق أجهزة التحكم عن بعد الخارجية.
- بيضة حب مع أكمام: يأتي هذا الجهاز مع مجموعة متنوعة من الأكمام التي تُعطي المزيد من الفرص للوصول والحصول على أحاسيس جديدة. عادة ما تكون تلك الأكمام مصنوعة من مواد لينة لتضمن اللمسة اللطيفة وهذا كله بهدف الوصول لتحفيز إضافي.
- بيضة حب من مختلف الأشكال: هناك بعض الهزازات التي تتوفر على تلك «الرصاصة» لكنها في حقيقة الأمر لا تُشبه البيضة في شكلها، ولكنها أقرب إلى ذلك. قد يكون مثلا سطح الجهاز خشنا بعض الشيء للحصول على مزيد من التحفيز.

## الاستخدام
يُعتبر هزاز البيض لعبة جنسية يُمكن استخدامها من قبل الرجال والنساء على حد سواء. في البداية تم تصميم بيضة الحب من أجل التحفيز الخارجي للمناطق المثيرة للشهوة الجنسية ولكن شكلها بات يسمح أيضا في عملية الاختراقات.
- اختراق المهبل: يُمكن إقحام بيضة الحب داخل المهبل ومن ثم تفعيلها والحصول على اهتزازت رهيبة تُؤدي في نهاية المطاف إلى الوصول لقمة الذورة.
- اختراق الشرج: يُمكن استعمال بيضة الحب من أجل اختراق الشرج جنبا إلى جنب مع تحفيز المناطق الأخرى المثيرة للشهوة الجنسية مثل الإيلاج المهبلي.
- تحفيز البظر: يُمكن أيضا استعمال بيضة الحب في تحفيز البظر، حيث تحصل الأنثى على سلسلة من الاهتزازات التي تُؤدي إلى الوصول للشهوة الجنسية.
- تحفيز الحلمات: تُعد الحلمات حساسة جدا لمثل هذه الاهتزازات؛ وبالتالي فإن جهاز بيضة الحب يُحفز ويخلق أحاسيس إضافية جديدة.

كل هذه الطرق يُمكن تطبيقها أثناء الاستمناء، لكنها يمكن أن تستخدم أيضا خلال النشاط الجنسي مع الشريك كجزء من عمليات المداعبة أو حتى أثناء الجماع. هناك بعض أجهزة حب البيضة الجديدة التي تتوفر على هزازين وغالبا ما تُستعمل في عملية الإثارة المزدوجة لكل من المهبل والشرج في نفس الوقت.